# Нижнезаморское
Нижнезамо́рское (укр. Нижньозаморське, крымскотат. Nijnezamorskoye, Нижнезаморское) — село, расположенное на территории Ленинского района Республики Крым, входит в состав Белинского сельского поселения (согласно административно-территориальному делению Украины — Белинского сельсовета Автономной Республики Крым).

## Население
| 2001 | 2014 |
| ---- | ---- |
| 81   | ↗92  |

Всеукраинская перепись 2001 года показала следующее распределение по носителям языка
| Язык             | Процент |
| ---------------- | ------- |
| русский          | 80.25   |
| украинский       | 13.58   |
| крымскотатарский | 6.17    |

### Динамика численности
- 1989 год — 117 чел.[10]
- 2001 год — 81 чел.[11]
- 2009 год — 103 чел.[12]
- 2014 год — 92 чел.[13]

## Современное состояние
На 2017 год в Нижнезаморском числится 3 улицы — Курортная, Лесная и Тенистая; на 2009 год, по данным сельсовета, село занимало площадь 101,9 гектара на которой, в 57 дворах, проживало 103 человека. Нижнезаморское связано автобусным сообщением с Керчью и соседними населёнными пунктами.

## География
Нижнезаморское расположено на севере района и Керченского полуострова на берегу Казантипского залива Азовского моря, в устье балки Глубокая, высота центра села над уровнем моря 3 м.
Находится примерно в 31 километре (по шоссе) на северо-восток от районного центра Ленино, ближайшая железнодорожная станция Пресноводная (на линии Джанкой — Керчь) — около 4 километров, на берегу Казантипского залива. Транспортное сообщение осуществляется по региональной автодороге 35Н-331 Нижнезаморское — Верхнезаморское (по украинской классификации — С-0-10824).

## История
Впервые в доступных источниках строения рыбного промысла на месте современного села встречаются на 500-метровой карте Керченского полуострова 1941 года. После освобождения Крыма от фашистов, 12 августа 1944 года было принято постановление № ГОКО-6372с «О переселении колхозников в районы Крыма» и в сентябре того же года в район приехали первые новоселы 204 семьи из Тамбовской области, а в начале 1950-х годов последовала вторая волна переселенцев из различных областей Украины. С 25 июня 1946 года рыбный промысел в составе Крымской области РСФСР. Указом Президиума Верховного Совета РСФСР от 18 мая 1948 года, безымянный населённый пункт рыбного промысла Приморского района переименовали в Нижне-Заморское. 26 апреля 1954 года Крымская область была передана из состава РСФСР в состав УССР. Время включения в Белинский сельсовет пока не установлено: на 15 июня 1960 года село уже числилось в его составе. Указом Президиума Верховного Совета УССР «Об укрупнении сельских районов Крымской области», от 30 декабря 1962 года, Приморский район был упразднён и село присоединили к Ленинскому. По данным переписи 1989 года в селе проживало 117 человек. С 12 февраля 1991 года село в восстановленной Крымской АССР, 26 февраля 1992 года переименованной в Автономную Республику Крым. С 21 марта 2014 года в составе Крыма аннексировано Россией.